# Richard Wolin

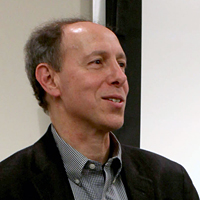
Richard Wolin

Richard Wolin (* 9. Februar 1952 in Chicago) ist ein US-amerikanischer Philosophiehistoriker, der über die europäische Philosophie des 20. Jhs. schreibt, insbesondere über Martin Heidegger und die Frankfurter Schule.
Wolin graduierte zum B.A. am Reed College und zum M.A. sowie zum Ph.D. in Toronto an der York University. Er arbeitete am Reed College und an der Rice University in Houston. Seit 2000 ist er Distinguished Professor für Geschichte und Politikwissenschaften in New York City am CUNY Graduate Center. Er hatte einen Lehrauftrag an der Universität Peking.
Er geht den Wurzeln heutiger Auffassungen in den faschistischen Ideen nach und darüber hinaus im 19. Jahrhundert. Er spricht auch von linken Faschisten.
In The Wind from East (2010) geht Wolin der Wirkung des Maoismus in Frankreich ab 1965 nach. Wolin sieht eher innerfranzösische Motive für die Studentenproteste des Jahres 1968 wie das Streben nach kultureller Modernisierung gegen den politischen Paternalismus unter Charles de Gaulle und die abnehmende Faszination des sowjetischen Modells. Wolin widmet Jean-Paul Sartre, Michel Foucault und den Machern der Zeitschrift „Tel Quel“ um Philippe Sollers und Julia Kristeva jeweils ein Kapitel. Ein Exkurs gilt Alain Badiou und seiner andauernden Befürwortung maoistischer Doktrinen. Durch die Hilfe Sartres und Foucaults vor allem in den Jahren 1970–1972 wurde die maoistische Bewegung zeitweilig einflussreich, doch für die meist jüdischen Mitglieder führte das Münchner Olympia-Attentat 1972, die chinesische Lin-Biao-Affäre, das äußerst kritische Buch „Les Habits Neufs du Président Mao“ des belgischen Sinologen Pierre Ryckmans alias Simon Leys in eine Abkehr vom Vorbild. Die Veröffentlichung des Archipels GULAG 1974 beendete die Episode, weil die Besinnung auf die Menschenrechte durchschlug. Wolin weist „68“ die Funktion einer Fundamentalliberalisierung der französischen Gesellschaft zu.
In „Vernunftkritik nach den Schwarzen Heften“ (2016) ordnet Wolin Heidegger in die europäische Vernunftkritik von Schelling bis Nietzsche ein und zeigt, „dass Heideggers gesamter vernunftkritischer Ansatz und seine verstörenden antisemitischen Bekundungen eng verknüpft sind“. Ihm fehle eine Möglichkeit zur Intersubjektivität. Wolin zieht eine Linie zu (post-)strukturalistischen Ansätzen: Derrida baue mit seiner Philosophie der Dekonstruktion auf Heidegger auf und wolle eben wie dieser „die Tyrannei der Vernunft“ auflösen. Foucault schrieb, die Lektüre von Heideggers Humanismusbrief habe sein „ganzes philosophisches Werden“ bestimmt. Foucaults Auflösung von Subjektivität in ‚Machtwissen‘ führe aber auf den Widerspruch, dass auch kein Subjekt des Widerstandes mehr denkbar wäre. Die Existenz gesellschaftlicher Akteure wird so zusammen mit der von Subjekten für unmöglich erklärt. Wolin folgt Ernst Cassirer, es sei Heideggers Bestreben gewesen, „die Menschheit wieder der Ohnmacht und Knechtschaft des Mythos anheimzugeben.“ Dieser Kulturpessimismus, „der fatalistische Kern der heideggerschen Lehre vom ‚Seinsgeschick‘“, habe sich im Strukturalismus fortgesetzt.

## Schriften
- Walter Benjamin: An Aesthetic of Redemption. (1982)
- The Politics of Being: The Political Thought of Martin Heidegger (1990)
- The Heidegger Controversy: A Critical Reader. Hrsg. (1991)
- The Terms of Cultural Criticism: The Frankfurt School, Existentialism, Poststructuralism (1992)
- Karl Löwith, Martin Heidegger and European Nihilism. (1995) editor.
- Labyrinths: Explorations in the Critical History of Ideas.(1995)
- Heidegger’s Children: Philosophy, Anti-Semitism, and German-Jewish Identity (2001).
- auch: Heidegger’s Children: Hannah Arendt, Karl Löwith, Hans Jonas, and Herbert Marcuse (2001), ISBN 978-0691070193
- The Seduction of Unreason: The Intellectual Romance with Fascism from Nietzsche to Postmodernism (2004), ISBN 978-0691192352
- Herbert Marcuse, Heideggerian Marxism, Mithrsg. (2005).
- The Frankfurt School Revisited. (2006).
- The Wind from the East: French Intellectuals, the Cultural Revolution, and the Legacy of the 1960s (2010).
- Heideggers „Schwarze Hefte“. In: Vierteljahrshefte für Zeitgeschichte. Band 63, Nr. 3, 15. Juli 2015, ISSN 2196-7121, S. 379–410, doi:10.1515/vfzg-2015-0022 (degruyter.com [abgerufen am 7. Februar 2021]).

- The Politics of Being: The Political Thought of Martin Heidegger (2016), ISBN 978-0231073141
- Vernunftkritik nach den Schwarzen Heften, in: Marion Heinz, Sidonie Kellerer (Hrsg.): Martin Heideggers »Schwarze Hefte«. Eine philosophisch-politische Debatte. Suhrkamp Berlin (2016), S. 397–415, ISBN 978-3-518-29778-0

## Einzelbelege
1. ↑  Richard Wolin. Abgerufen am 7. Februar 2021.
2. ↑  Britannica profile Britannica
3. ↑  Leese, Daniel: Rezension zu: R. Wolin: Wind from the East. Abgerufen am 7. Februar 2021.
4. ↑  Sabine Hollewedde: socialnet Rezensionen: Marion Heinz, Sidonie Kellerer: Martin Heideggers ´Schwarze Hefte´ | socialnet.de. Abgerufen am 7. Februar 2021.

| Personendaten    | Personendaten                           |
| ---------------- | --------------------------------------- |
| NAME             | Wolin, Richard                          |
| KURZBESCHREIBUNG | US-amerikanischer Philosophiehistoriker |
| GEBURTSDATUM     | 9. Februar 1952                         |
| GEBURTSORT       | Chicago                                 |